# Granaglione
Granaglione (Granajõ in dialetto bolognese montano alto, Granajån in dialetto bolognese cittadino) è una località del comune di Alto Reno Terme, nella città metropolitana di Bologna, in Emilia-Romagna.
Centro montano dell'Appennino tosco-emiliano, posto al confine con la provincia di Pistoia, è stato un comune sparso fino al 31 dicembre 2015, con sede municipale nella frazione di Molino del Pallone, e attualmente costituisce un municipio del comune di Alto Reno Terme ai sensi dell'art. 34 dello Statuto. Granaglione è conosciuta e chiamata dai locali anche "paese delle ortensie" per l'alto numero di tali piante in tutto il paese.

## Geografia fisica

### Clima
- Classificazione climatica: zona E, 2577 GR/G

## Storia
Citato per la prima volta nel XIII secolo come Garnaione, fu a lungo conteso tra i bolognesi ed i pistoiesi, sino a quando, nel 1219, gli uomini di Granaglione giurarono fedeltà ai secondi. 
Domenica 11 ottobre 2015, i cittadini di Granaglione sono stati chiamati alle urne, assieme ai cittadini di Porretta Terme, per votare il referendum consultivo per l'istituzione di un nuovo comune che fondesse i due già esistenti. Il referendum ha avuto esito a favore della fusione, ed è stato individuato anche il nome del nuovo comune: Alto Reno Terme.

Vecchio stemma comunale

### Simboli
La creazione dello stemma di Granaglione risaliva al 1851 ed era stato concesso con decreto del presidente della Repubblica dell'8 gennaio 1999.
La sua composizione rifletteva il paesaggio montano e boschivo in cui era situato il comune. In origine pare che nello stemma figurasse anche un cigno.
Il gonfalone era un drappo troncato di bianco e di azzurro.

## Monumenti e luoghi d'interesse
- Chiesa di San Nicolò, costruita nella seconda metà del XVIII secolo su un edificio preesistente risalente al XIII secolo.
- Santuario della Madonna di Calvigi, ricostruito nel 1635 e più volte ingrandito e restaurato.
- Chiesa di San Lorenzo, a Lustrola.
- Chiesa di San Giovanni Battista, a Biagioni.
- Chiesa di Sant'Agostino dei boschi
- Chiesa del Cuore Immacolato di Maria a Molino del Pallone

## Società

### Evoluzione demografica
Abitanti censiti

### Etnie e minoranze straniere
Secondo i dati ISTAT al 31 dicembre 2009 la popolazione straniera residente era di 170 persone. Le nazionalità maggiormente rappresentate in base alla loro percentuale sul totale della popolazione residente erano:
- Marocco 126 residenti pari al 5,56% sul totale
- Romania 27 residenti pari al 1,19% sul totale

## Geografia antropica

Posizione dell'ex comune di Granaglione nella provincia di Bologna

### Granaglione capoluogo
Il centro abitato di Granaglione ebbe origini verso il X secolo, appartenne al territorio della signoria degli Stagnesi; vi sorge un castello costruito in epoca piuttosto recente ed utilizzato durante il Medioevo come torretta di segnalazione in coordinamento con altre postazioni sui crinali dell'Appennino. Il paese, posto a 780 m s.l.m. è suddiviso in alcune borgate riconoscibili, la cui denominazione può essere ricondotta alla loro posizione morfologica: Valli, Villa, Rio, Malsasso, Montagna, Barbacano, Poggiolo, Bovecchia e Valle. Fino agli anni sessanta Granaglione era paese di pastori transumanti che, durante la fresca stagione estiva, riportavano le greggi a pascolare in montagna dalle pianure toscane.
Nella borgata denominata Bovecchia è possibile ammirare la cosiddetta Piazza Navona, una piazzetta situata nel cuore della borgata stessa circondata da case con una particolare e caratteristica volta.

### Frazioni

#### Borgo Capanne
Antichissima questa pieve e il suo territorio. Un tempo si chiamava Monte Leonese, poi Castiglione o Succida; infine territorio e pieve si nominarono come oggi le Capanne. Il nome di Succida si pensa possa derivare dal latino "succidere" tagliare, poiché da una grande boscaglia si ottennero pascoli e campi. In seguito, per custodire il bestiame, si costruirono tettoie e "cavanne" (case basse coperte di giunchi e paglia); ancora oggi nel paese "cavanne" è sinonimo di fienile. Fino al 1300 gli abitanti di questo territorio conservano ancora il nome di succidiani (Calindri). Era territorio separato da Granaglione; nel X secolo il territorio della pieve di Succida era soggetto al feudatario Guidoguerra. Quando Pistoiesi e Bolognesi (tredicesimo secolo) iniziarono a combattersi i Capannesi si allearono ai Bolognesi (21 luglio 1205 registro nuovo pubbl. Arch.), prima vincitori ma poi sconfitti. Il pontefice Onorio terzo mediò la pace (16 giugno 1219) e il territorio di Succida passò definitivamente soggetto ai Bolognesi. Dopo i Capannesi vissero vita tranquilla fino al 1325 quando i Conti di Panico si diedero al saccheggio di queste zone. Distrussero il forte di Castel Martino a mezzo chilometro dal paese, sul monte che ora viene individuato come Monte della Croce (D Lorenzini).

#### Casa Calistri
Capoluogo del cosiddetto "Quinto" gruppo di frazioni della parte più a monte della valle del Randaragna culminanti nella cima del Monte Orsigna comprendenti:
Casa Calistri, Lazzaroni, Begorri, Maremmani, Pacchioni, Pugioli, Moschini, Gnocco, Trogoni e Roversi.
Si trova a 830 metri sul livello del mare ed è circondato da boschi di castagni e più in alto da faggi, carpini e abeti. Lungo i sentieri boschivi ci si può imbattere in antichi ruderi di casoni, mulini ed essiccatoi per le castagne o in antiche piazze del carbone in cui il terreno si mostra ancora annerito (carbonaia).
Sulla piazza del paese si affaccia la chiesa di San Pellegrino fatta edificare alla fine del Seicento dalla famiglia Calistri come indicato su un'iscrizione in pietra nel fronte della stessa.
La festa del santo patrono si tiene il 1º agosto con caratteristica processione per le vie del paese con la statua del santo.

Altra importante festa è la Sagra della Polenta, organizzata dalla "Proloco il quinto" che si tiene da ormai 50 anni la 1ª o 2ª domenica d'agosto in cui si possono gustare le specialità della valle: (polenta, tortelloni, necci, funghi, cinghiale, ecc.).

#### Casa Forlai
Piccolo borgo che sorge tra i castagneti a 900 metri d'altitudine. Pochi abitanti, una decina d'inverno, si ripopola d'estate con i villeggianti. Tipicità di Casa Forlai:
- Il cognome Forlai.
- I funghi: porcini e galletti (Cantharellus cibarius), ma anche il "barbagino" (Polyporus frondosus).
- I necci, alimento a base di farina di castagne.
- La festa del patrono, sant'Agostino, il 28 agosto. Tanti i momenti ludici: il gioco delle anelle, il gioco del coniglio e la lotteria. Al termine della messa pomeridiana, la statua del santo viene portata in processione.
- La Bottega della Divina, già Bottega di Aurelio, negozio storico della montagna.

#### Lustrola
Lustrola è un piccolo borgo, posto sul pendio a valle del Sasso della Corona, rivolto verso sud est a monte della valle del Reno. Le case sono prevalentemente costruite in sasso, a monte della Strada Provinciale, attraversato dalla via Mezzola che passa attraverso un'antica volta (chiamata il Borghino) e sotto un piazzale erboso su cui sorge la chiesa di San Lorenzo. Il borgo è attorniato dai castagneti, e come panorama ha crinali e piccoli abitati, immersi nel verde delle montagne circostanti. 
Il borgo, proprio per il fatto di non essere attraversato dalla strada principale, ha conservato caratteristiche non comuni rispetto ad altri luoghi del territorio. Ad esempio, pur essendo molto piccolo, è formato da diverse contrade (o rioni), che, in estate nel periodo della Festa del Patrono, espongono le bandiere della contrada, tutte diverse tra loro, insieme a quella del borgo. Per alcuni anni, nel periodo estivo, si è svolto il Palio delle Contrade, un'accesa sfida tra rioni.
Il patrono del paese è San Lorenzo: in occasione della ricorrenza si svolge una sagra, il 9 e 10 agosto.
La storia del borgo è molto antica. Attorno all'anno mille, i Bolognesi fusero i borghi di Granaglione e Sùccida, l'odierna Borgo Capanne, in un unico comune, al quale aggiunsero poi Boschi e Lustrola, allora chiamata "Buscola". il governo del luogo era concentrato nelle mani di poche famiglie, tra le più ricche della comunità. La sede comunale era in paese, come prova un affresco nella "Galleria delle carte geografiche" nei Musei Vaticani, dove è rappresentata la zona del Bolognese in cui si può scorgere un borgo comunale di nome Lustrola.
Alcune fonti affermano la presenza, a circa 100 metri verso il fiume Reno, di alcuni resti di un abitato, che si dice fosse Rimaiola, la prima Lustrola.
Verso le Capanne, sul monte, alcuni sassi svelano la presenza in quel luogo di un castello fortificato: Castel Martino, possedimento di Matilde di Canossa. Nel 1307 i conti di Panico alleati a quelli di Montecucolo, distrussero il forte allora difeso dalla gente di Gaggio; una leggenda che ancora circola attribuisce invece il fatto ad un attacco con catapulte da parte di Federico Barbarossa.
A cavallo dei secoli XI e XII, nella parte alta di Lustrola, fu eretta la chiesa di San Lorenzo, di cui si ha la prima documentazione nel Duecento; dopo il Trecento fu unita alla pieve di Sùccida (Capanne), in età moderna riottenne la sua autonomia, e la mantenne anche dopo il concordato del 1985. L'attuale impianto della chiesa risale al XVII secolo, quando fu modificato l'originario impianto architettonico dell'edificio con aggiunte e rimaneggiamenti. Il campanile, come in molte altre chiese della zona, è staccato dall'edificio. All'interno, il vecchio altare di pietra è scolpito con figure e simboli; il fonte battesimale in pietra è grazioso, opera di un locale scalpellino. Di fronte alla chiesa si trova la vecchia canonica, nella quale per un certo periodo fu collocata la scuola del borgo.
Solo nel 1914 Lustrola poté essere collegata agli altri borghi ed al capoluogo di Granaglione con una strada carrozzabile.
Prima di allora i vari villaggi erano raggiungibili solo grazie a sentieri e mulattiere.

#### Sambucedro
Sambucedro sorge in collina, a 790 m ed a ridosso di Molino del Pallone. Il piccolo abitato conta 18 abitanti ed è situato a 4 km a sud di Granaglione.

#### Borgate
- Casa Strelli, frazione di 7 abitanti circa. L'attuale toponomastica la riconduce ai recenti insediamenti di case sparse, risalenti al 1961. Essa è la sede dell'ex scuola elementare con annesso piccolo parco giochi. In effetti la cartografia dei primi del '900 (vedi carta IGM in scala 1:25000, foglio "Lizzano in Belvedere") identifica con il nome di Casa Rastrelli un piccolo borgo formato da due edifici situato all'interno di un secolare castagneto a poche centinaia di metri a sud di Casa Nasci. Attualmente la toponomastica, revisionata intorno al 2000, ha erroneamente considerato queste due costruzioni come facenti parte di Casa Bernoro (o Brunoro): la sopraccitata cartografia peraltro identifica con precisione anche Casa Bernoro. Sotto Casa Strelli si trova il bosco "Rondonaia".
- Dogane, è un luogo immerso tra i boschi di castagno alle pendici del Monte Cavallo, appena fuori Casa Forlai. A Dogane si trova il centro sportivo del paese: campo da calcio a sette, tennis, basket, ping pong e biliardino. Il centro, intitolato a Giuseppina Fumagalli, ospita la sede della Pro Loco.
- Casa Nasci, borgata risalente alla seconda metà del XVII secolo, e sebbene le case siano state rimaneggiate nel dopoguerra, vi si possono intravedere ancora vecchie coloniche rurali. È possibile percorrere diversi sentieri e visitare un vecchio pozzo lavatoio, in località La Fora, recentemente restaurato dagli abitanti in regime di economia autofinanziata.
- Borgate di Molino del Pallone
- Borgate di Vizzero
- Olivacci

### Parrocchie
Sul poggio che affaccia sulla vallata del Reno sorge una chiesa dedicata a Sant'Agostino dei Boschi.
Il territorio del municipio di Granaglione ha avuto, nel corso degli anni, tante parrocchie quante sono le frazioni. Attualmente ne sono attive 5.

## Amministrazione
Di seguito è presentata una tabella relativa alle amministrazioni che si sono succedute in questo comune.
| Primo cittadino     | Partito                          | Partito                          | Mandato          | Mandato          | Elezione      |
| Primo cittadino     | Partito                          | Partito                          | Inizio           | Fine             | Elezione      |
| ------------------- | -------------------------------- | -------------------------------- | ---------------- | ---------------- | ------------- |
| Giuseppe Nanni      |                                  | Partito Socialista Italiano      | 15 luglio 1985   | 1990             | Elezioni 1985 |
| Giuseppe Nanni      | 1990                             | Partito Socialista Italiano      | 29 giugno 1994   | Elezioni 1990    |               |
| Carmela Fracchiolla | Comm. pref., Comm. straordinario | Comm. pref., Comm. straordinario | 29 giugno 1994   | 21 novembre 1994 | -             |
| Giuseppe Nanni      |                                  | lista civica di centro-sinistra  | 21 novembre 1994 | 30 novembre 1998 | Elezioni 1994 |
| Giuseppe Nanni      | 30 novembre 1998                 | lista civica di centro-sinistra  | 27 maggio 2003   | Elezioni 1998    |               |
| Elio Ballerini      |                                  | lista civica                     | 27 maggio 2003   | 15 aprile 2008   | Elezione 2003 |
| Giuseppe Nanni      |                                  | lista civica di centro-sinistra  | 15 aprile 2008   | 31 dicembre 2015 | Elezione 2008 |